# راب وودهاوس
راب وودهاوس (انگلیسی: Rob Woodhouse؛ زادهٔ ۲۳ ژوئن ۱۹۶۶) شناگر اهل استرالیا بود. 
وی در مسابقات کشوری و بین‌المللی در مجموع برندهٔ ۱ مدال طلا، ۷ مدال نقره، ۱ مدال برنز شده‌است.